# 滨河科里亚
滨河科里亚（西班牙語：Coria del Río）是西班牙安达卢西亚自治区塞维利亚省的一个市镇。总面积62平方公里，总人口2404人（2001年），人口密度388人/平方公里。